# GP Oetingen
Der GP Oetingen ist ein belgisches Eintagesrennen für Frauen, das 2021 erstmals ausgetragen wurde. Es führt über mehrere Runden eines Rundkurses in Oetingen bei Gooick in der Gemeinde Pajottegem in der Provinz Flämisch-Brabant. Es wurde ab der zweiten Ausrichtung in der UCI-Kategorie 1.1 eingestuft, nachdem das erste Rennen noch in der Klasse 1.2 angesiedelt war. Das GP im Namen steht nicht für Grand Prix, sondern für den seit 2004 bestehenden Gooikse Pijl im selben Ort.

## Palmarès
| Jahr | Siegerin       | Zweite           | Dritte                    |
| ---- | -------------- | ---------------- | ------------------------- |
| 2021 | Elisa Balsamo  | Jolien D’hoore   | Marianne Vos              |
| 2022 | Lorena Wiebes  | Chiara Consonni  | Maria Giulia Confalonieri |
| 2023 | Simone Boilard | Evy Kuijpers     | Maaike Boogaard           |
| 2024 | Lorena Wiebes  | Thalita de Jong  | Josie Nelson              |
| 2025 | Julie De Wilde | Sofia Bertizzolo | Chiara Consonni           |